# Bahuwa
Bahuwa là một thị xã và là một nagar panchayat của quận Fatehpur thuộc bang Uttar Pradesh, Ấn Độ.

## Nhân khẩu
Theo điều tra dân số năm 2001 của Ấn Độ, Bahuwa có dân số 9312 người. Phái nam chiếm 53% tổng số dân và phái nữ chiếm 47%. Bahuwa có tỷ lệ 53% biết đọc biết viết, thấp hơn tỷ lệ trung bình toàn quốc là 59,5%: tỷ lệ cho phái nam là 62%, và tỷ lệ cho phái nữ là 43%. Tại Bahuwa, 15% dân số nhỏ hơn 6 tuổi.